# Šumarak
Šumarak (cyr. Шумарак) – wieś w Serbii, w Wojwodinie, w okręgu południowobanackim, w gminie Kovin. W 2011 roku liczyła 161 mieszkańców.